# 유지홍
유지홍(1962년 4월 24일 ~)은 MBC 청룡, LG 트윈스에서 뛰었던 전 야구 선수다. 등번호는 25번이었다. 은퇴 후 LG 트윈스의 스카우터를 맡아 박용택, 류제국 등의 계약을 성사시키기도 했다.

## 기록
- 1985년: 60경기 130타수 28안타 13타점 3도루 0.215
- 1986년: 1경기 1타수 무안타
- 1987년: 26경기 27타수 7안타 2타점 0.259
- 1988년: 66경기 162타수 43안타 1홈런 17타점 2도루 0.265
- 1989년: 75경기 151타수 40안타 1홈런 10타점 2도루 0.265
- 1990년: 36경기 42타수 9안타 1도루 0.214

## 출신 학교
- 선린인터넷고등학교
- 고려대학교

## 같이 보기
- MBC 청룡 연도별 선수 명단
- 1990년 LG 트윈스 시즌